# Caio Cláudio Severo
Caio Cláudio Severo (em latim: Gaius Claudius Severus) foi um senador romano nomeado cônsul sufecto em algum momento em 112 com Tito Setídio Firmo. De família descendente de gregos pônticos, Severo nasceu e foi criado na cidade de Pompeiópolis, na Galácia.

## Carreira
Depois que Trajano conquistou e anexou a Arábia Pétrea (105-106), Severo se tornou o primeiro governador da recém-organizada província e lá permaneceu entre 106 e 116. Durante seu mandato, uma estrada foi construída ligando Ácaba e Bostra passando por Petra, a Via Nova Trajana, completada em algum momento depois de 111. Segundo duas cartas sobreviventes enviadas por um soldado egípcio que servia como assistente de Severo chamado Apolinário (uma para seu pai e outra para sua mãe), uma delas em 26 de março de 107, a obra já estava em andamento na época.
Em 112, Severo serviu como cônsul sufecto in absentia, mas não está claro em qual nundínio. Sabe-se ainda que ele teve um filho chamado Cneu Cláudio Severo Arabiano, cônsul em 146.